# Открытый чемпионат Катара по теннису среди женщин 2008

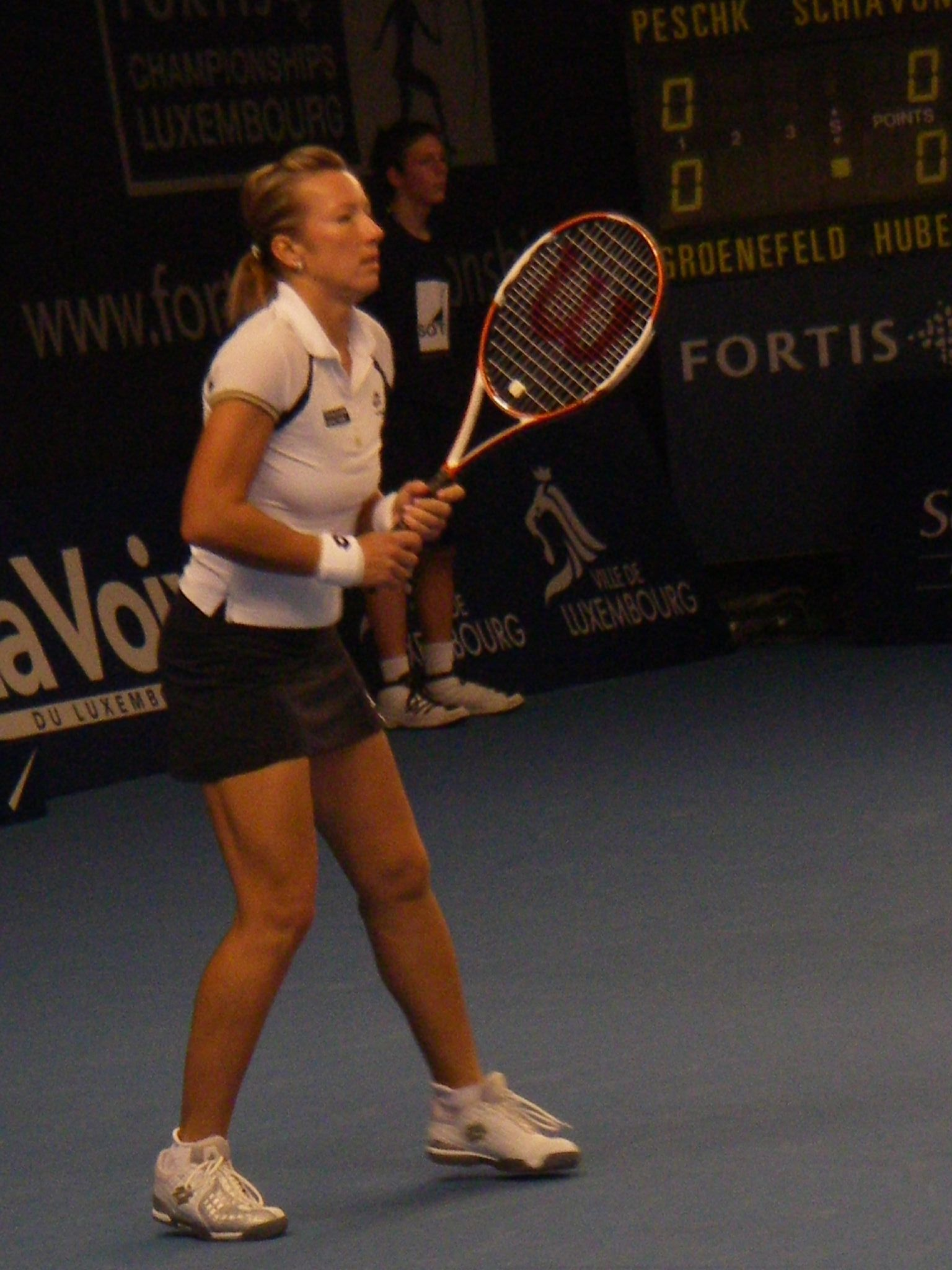
Квета Пешке из Чехии — победительница парного турнира в 2008 году.

Qatar Total Open 2008 — ежегодный профессиональный женский теннисный турнир 1-й категории.
Соревнование в восьмой раз проводилось на открытых хардовых кортах в Дохе, Катар.
Матчи прошли с 18 по 24 февраля 2008 года.
Прошлогодние победители:
- в одиночном разряде —  Жюстин Энен
- в парном разряде —  Мария Кириленко и  Мартина Хингис

## Соревнования

### Одиночный турнир
Мария Шарапова обыграла  Веру Звонарёву со счётом 6-1, 2-6, 6-0.
- Шарапова выигрывает свой 2-й турнир в году и 18-й за карьеру в туре ассоциации.
- Звонарёва уступает свой 2-й финал в году и 7-й за карьеру в туре ассоциации.

### Парный турнир
Квета Пешке /  Ренне Стаббс обыграли  Кару Блэк /  Лизель Хубер со счётом 6-1, 5-7, [10-7].
- Пешке выигрывает свой 1-й турнир в году и 12-й за карьеру в туре ассоциации.
- Стаббс выигрывает свой 1-й турнир в году и 59-й за карьеру в туре ассоциации.